# Příchovice
Příchovice (en allemand : Pschichowitz, précédemment : Přichowitz) est une commune du district de Plzeň-Sud, dans la région de Plzeň, en République tchèque. Sa population s'élevait à 1 165 habitants en 2022.

## Géographie
Příchovice est arrosée par la rivière Úhlava et se trouve à 2 km au sud-est du centre de Přeštice, à 20 km au sud de Plzeň et à 98 km au sud-ouest de Prague.
La commune est limitée par Přeštice au nord, par Řenče, Dolce, Radkovice et Horšice à l'est, par Vlčí au sud, et par Nezdice et Lužany à l'ouest.

## Histoire
La première mention écrite de la localité date de 1328.

## Administration
La commune se compose de quatre sections ou divisions cadastrales :
- Kucíny
- Příchovice u Přeštic
- Zálesí u Příchovic

## Galerie

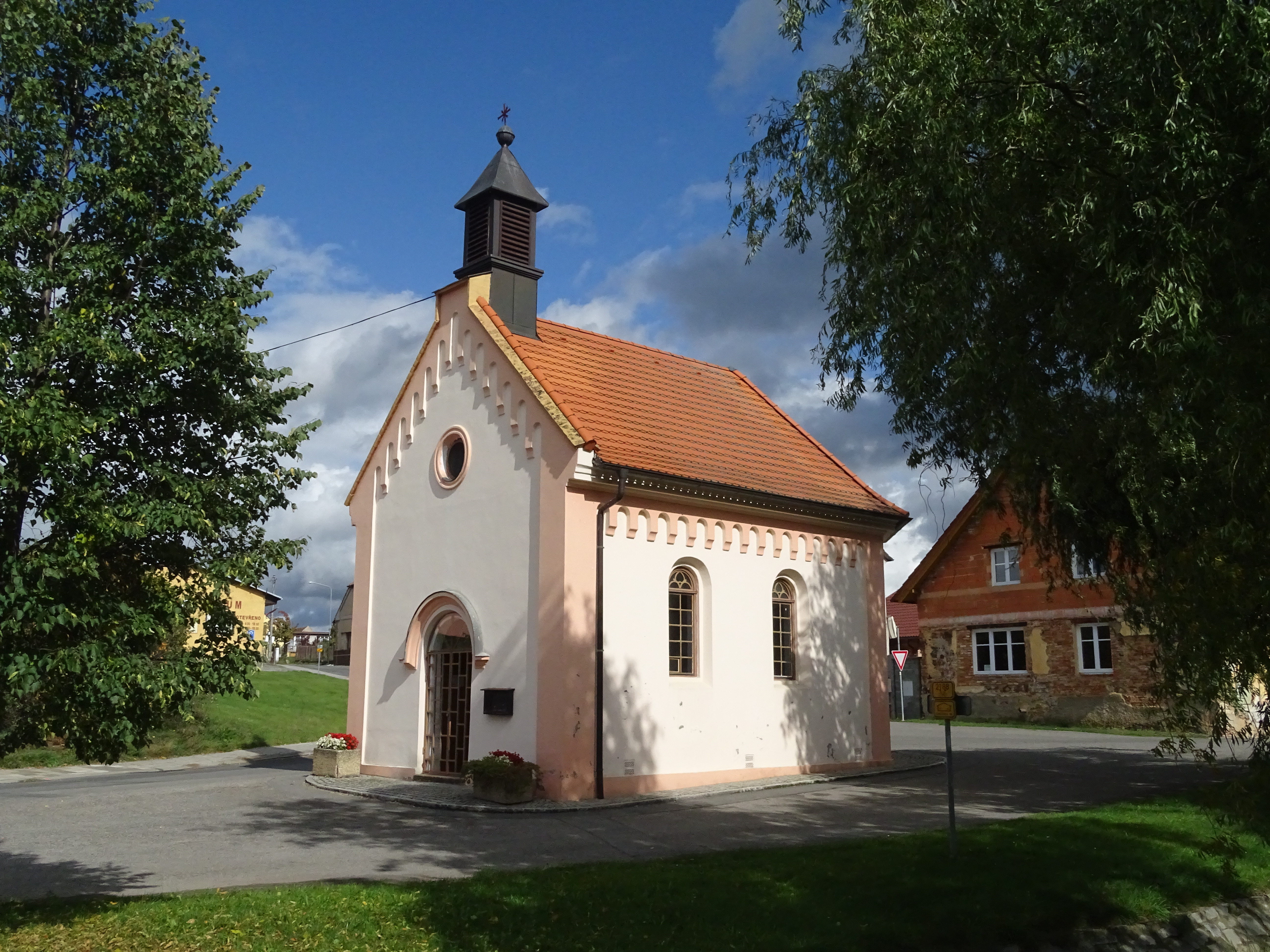
Chapelle Saint-Jean-Népomucène.
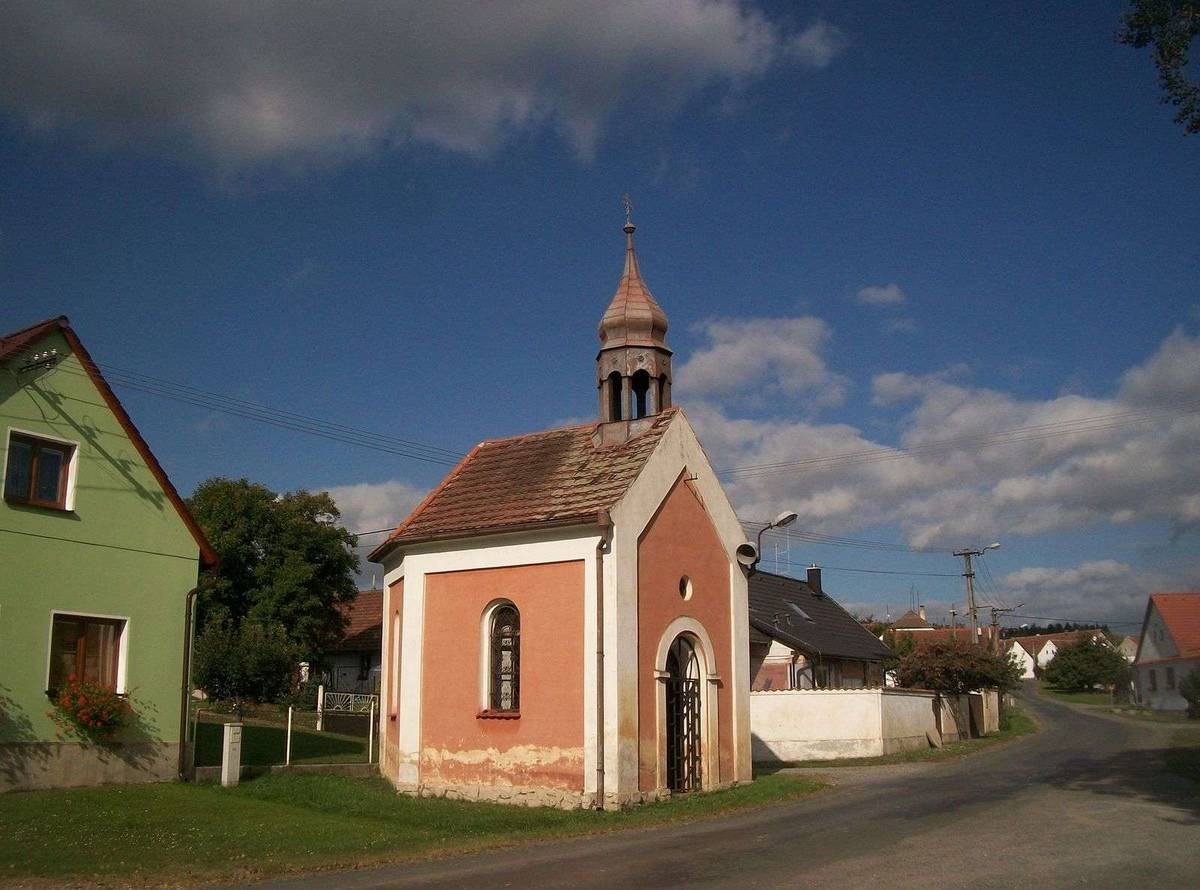
Chapelle à Kucíny.

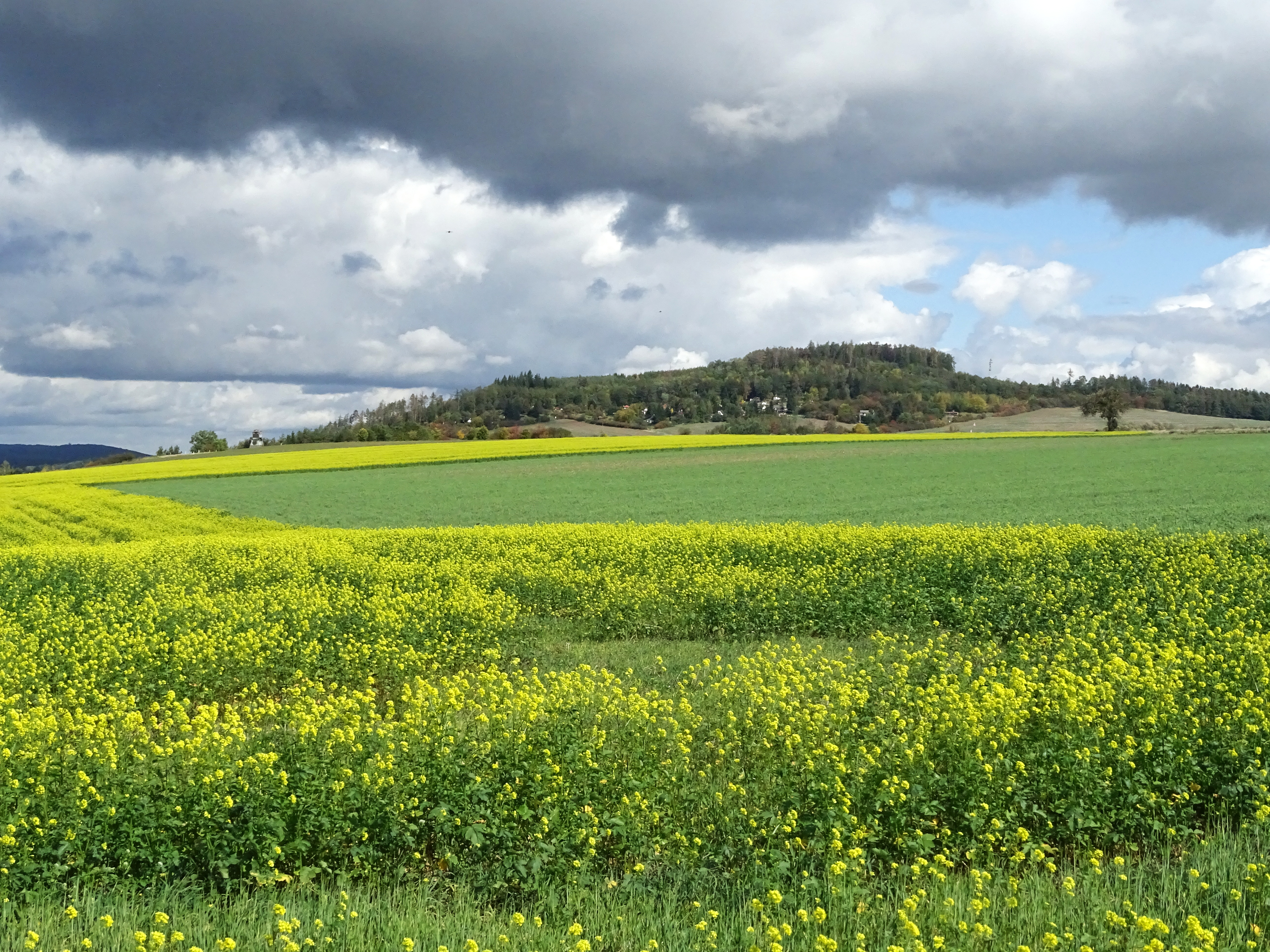
Ticholovec.
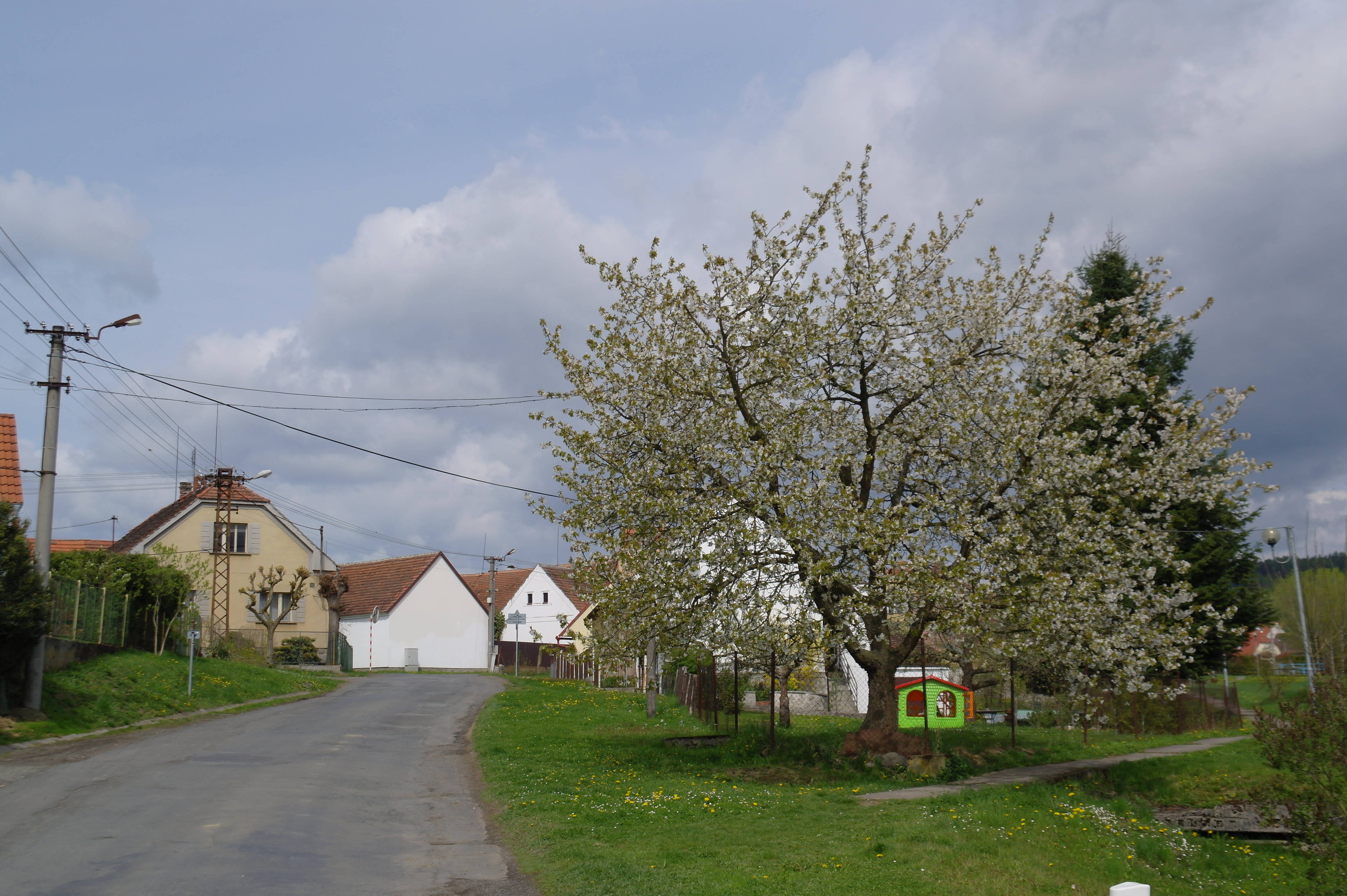
Hameau de Kucíny.

## Transports
Par la route, Příchovice se trouve à 3 km de Přeštice, à 24 km de Plzeň et à 113 km de Prague.